# Sous-marin Type L
Le Type L (L型潜水艦, L-gata Sensuikan) est un type de sous-marins de taille moyenne de la marine impériale japonaise, qui ont servi dans les années 1920 et pendant la Seconde Guerre mondiale.
Les sous-marins de type L ont été construits sous la direction technique de Vickers. Tous les sous-marins ont été construits dans le chantier naval Mitsubishi Heavy Industries de Kobe par le contrat avec Vickers.

## Variantes
Les sous-marins de Type L ont été divisés en quatre sous-classes :
- Type L1 (L1型（呂五十一型）, Ro-go-jū-ichi-gata, classe Ro-51?)
- Type L2 (L2型（呂五十三型）, Ro-go-jū-san-gata, classe Ro-53?)
- Type L3 (L3型（呂五十七型）, Ro-go-jū-shichi-gata, classe Ro-57?)
- Type L4 (L4型（呂六十型）, Ro-roku-jū-gata, classe Ro-60?)

### Type L1 (classe Ro-51)

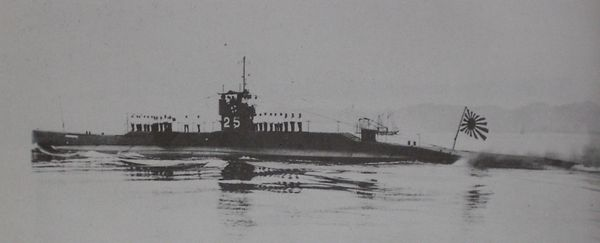
Ro-51 (en tant que Sous-marin no 25) dans les années 1920

En 1916, la Mitsubishi Shipbuilding Corporation a obtenu des informations sur le sous-marin de classe L de Vickers. Mitsubishi, qui a perdu la concurrence au profit des sous-marins de type F de Kawasaki (conception Fiat-Laurenti, classe Ro-1 et classe Ro-3), a acheté à Vickers la licence pour le sous-marin de classe L. La Marine impériale japonaise a espéré une amélioration des technologies des sous-marins et a commandé ce sous-marin à Mitsubishi. Mitsubishi a acheté six kits de sous-marins et a construit deux bateaux par semi-amortissement. Les équipages des sous-marins ont été satisfaits des diesels Vickers car ils se sont avérés fiables. La Marine impériale japonaise a étudié les moteurs diesel et a réalisé de nombreuses variantes de conception similaire, par exemple : Diesel Kampon Mk.24 pour la classe Ro-100.
- Navires dans la classe

| Nom                       | Pose de la quille | Lancement  | Mise en service | Fait                                                  |
| ------------------------- | ----------------- | ---------- | --------------- | ----------------------------------------------------- |
| Ro-51 ex-sous-marin no 25 | 10-08-1918        | 10-10-1919 | 30-06-1920      | Rebaptisé Ro-51 01-11-1924. Désaffecté le 01-04-1940. |
| Ro-52 ex-sous-marin no 26 | 10-08-1918        | 09-03-1920 | 30-11-1920      | Rebaptisé Ro-52 01-11-1924. Déclassé le 01-04-1932.   |

### Type L2 (classe Ro-53)

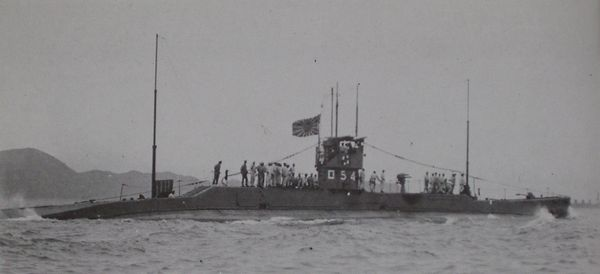
Ro-54 dans les années 1920

Le type L2 a subi des changements mineurs par rapport au type L1. Les changements étaient :
- Les tubes de torpilles latéraux du navire ont été retirés.
- Les batteries ont été changées. (Le L1 était équipé de 3 groupes, 336 batteries de petite taille. Le L2 était équipé de 2 groupes, 224 batteries de taille moyenne).
- Navires dans la classe

| Nom                       | Pose de la quille | Lancement  | Mise en service | Fait                                                 |
| ------------------------- | ----------------- | ---------- | --------------- | ---------------------------------------------------- |
| Ro-53 ex-sous-marin no 27 | 01-04-1919        | 06-07-1919 | 10-03-1921      | Rebaptisé Ro-53 01-11-1924. Déclassé le 01-04-1940.  |
| Ro-54 ex-sous-marin no 28 | 01-11-1919        | 13-11-1920 | 10-09-1921      | Rebaptisé Ro-54 01-11-1924. Déclassé le 01-04-1940.  |
| Ro-55 ex-sous-marin no 29 | 30-03-1920        | 10-02-1921 | 15-11-1921      | Rebaptisé Ro-55 01-11-1924. Déclassée le 01-04-1940. |
| Ro-56 ex-sous-marin no 30 | 10-07-1920        | 11-05-1921 | 16-01-1922      | Rebaptisé Ro-56 01-11-1924. Déclassé le 01-04-1940.  |

### Type L3 (classe Ro-57)

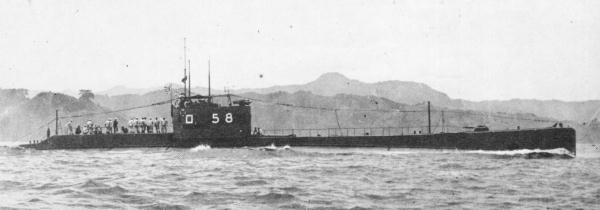
Ro-58 en 1925

Le type L3 est un modèle de production sous licence du groupe 2 des sous-marins britanniques de classe L.
- Navires dans la classe

| Nom                       | Pose de la quille | Lancement  | Mise en service | Résultats | Fait                                                                                 |
| ------------------------- | ----------------- | ---------- | --------------- | --------- | ------------------------------------------------------------------------------------ |
| Ro-57 ex-sous-marin no 46 | 20-11-1920        | 03-12-1921 | 30-07-1922      |           | Rebaptisé Ro-57 01-11-1924. Déclassé le 20-11-1945. S'est ensuite sabordé Kure.      |
| Ro-58 ex-sous-marin no 47 | 15-02-1921        | 02-03-1922 | 25-11-1922      |           | Rebaptisé "Ro-58" 01-11-1924. Déclassé le 15-09-1945. S'est ensuite sabordé Shimizu. |
| Ro-59 ex-sous-marin no 57 | 18-05-1921        | 28-06-1922 | 20-03-1923      |           | Rebaptisé Ro-59 01-11-1924. Déclassé le 20-11-1945. Sabordé à Iyo-nada, en mai 1946. |

### Type L4 (classe Ro-60)

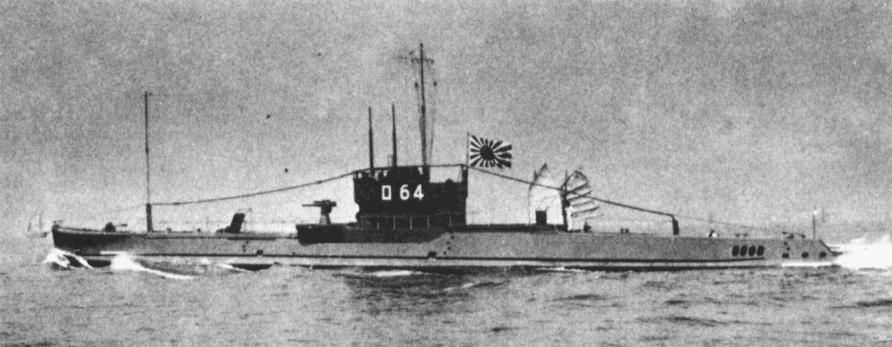
Ro-64

Le type L4 est un modèle de production sous licence du sous-marin britannique de classe L du groupe 3. Leurs performances ont été bonnes. La Marine impériale japonaise en a été satisfait et a arrêté le développement des sous-marins de type Kaichū pendant longtemps. Plus tard, la Marine impériale japonaise n'a pas pu rattraper le retard technique dans le développement des sous-marins de taille moyenne jusqu'à la fin de la guerre du Pacifique.
- Navires dans la classe

| Nom                       | Pose de la quille | Lancement  | Mise en service | Résultats                         | Fait                                                                                         |
| ------------------------- | ----------------- | ---------- | --------------- | --------------------------------- | -------------------------------------------------------------------------------------------- |
| Ro-60 ex-sous-marin no 59 | 05-12-1921        | 20-12-1922 | 17-09-1923      |                                   | Rebaptisé Ro-60 01-11-1924. Perdu dans un accident à Kwajalein. 29-12-1941.                  |
| Ro-61 ex-sous-marin no 72 | 05-06-1922        | 19-05-1923 | 09-02-1924      | Endommagé le USS Casco 30-08-1942 | Renommé Ro-61 01-11-1924. Coulé par USS Reid 31-08-1942.                                     |
| Ro-62 ex-sous-marin no 73 | 08-09-1922        | 29-09-1923 | 24-07-1924      |                                   | Rebaptisé "Ro-62" 01-11-1924. Déclassé le 20-11-1945. Sabordé à Iyo-nada, en mai 1946.       |
| Ro-63 ex-sous-marin no 84 | 02-04-1923        | 24-01-1924 | 20-12-1924      |                                   | Rebaptisé Ro-63 01-11-1924. Déclassé le 20-11-1945. Sabordé à Iyo-nada, en mai 1946.         |
| Ro-64 ex-sous-marin no 79 | 15-10-1923        | 19-08-1924 | 30-04-1925      |                                   | Rebaptisé Ro-64 01-11-1924. Coulé par une mine navale dans la baie de Hiroshima. 12-04-1945. |
| Ro-65                     | 15-11-1924        | 19-09-1925 | 30-06-1926      |                                   | Perdu dans un accident à Kiska 04-11-1942.                                                   |
| Ro-66                     | 01-12-1925        | 25-10-1926 | 28-07-1927      |                                   | Collision avec le "Ro-62" et naufrage au sud-ouest de Wake Island le 17-12-1941.             |
| Ro-67                     | 05-03-1925        | 18-03-1926 | 15-12-1926      |                                   | Déclassé le 20-07-1945. Sabordé Sasebo, juillet 1948.                                        |
| Ro-68                     | 06-02-1924        | 23-02-1925 | 29-10-1925      |                                   | Déclassé le 30-11-1945. Abandonné Maizuru, 30-04-1946.                                       |

## Caractéristiques
| Type                         | Type                         | L1 (Ro-51) | L2 (Ro-53) | L3 (Ro-57) | L4 (Ro-60) |
| Déplacement                  | Surface                      | 893 tonnes | 893 tonnes | 889 tonnes | 988 tonnes |
| Déplacement                  | Immersion                    | 1 075,2 tonnes | 1 075,3 tonnes | 1 102,7 tonnes | 1 301 tonnes |
| Longueur (hors-tout)         | Longueur (hors-tout)         | 70,59 mètres | 70,59 mètres | 72,89 mètres | 78,39 mètres |
| Maître-bau                   | Maître-bau                   | 7,16 mètres | 7,16 mètres | 7,16 mètres | 7,41 mètres |
| Tirant d'eau                 | Tirant d'eau                 | 3,90 mètres | 3,94 mètres | 3,96 mètres | 3,96 mètres |
| Centrale électrique et arbre | Centrale électrique et arbre | 2 × Vickers diesels, 2 hélices | 2 × Vickers diesels, 2 hélices                                                                                          | 2 × Vickers diesels, 2 hélices | 2 × Vickers diesels, 2 hélices |
| Puissance                    | Surface                      | 2 400 chevaux-vapeur | 2 400 chevaux-vapeur | 2 400 chevaux-vapeur | 2 400 chevaux-vapeur |
| Puissance                    | Immersion                    | 1 600 chevaux-vapeur | 1 600 chevaux-vapeur | 1 600 chevaux-vapeur | 1 600 chevaux-vapeur |
| Vitesse                      | Surface                      | 17 nœuds (31 km/h) | 17,3 nœuds (32 km/h) | 17,1 nœuds (32 km/h) | 15,7 nœuds (29 km/h) |
| Vitesse                      | Immersion                    | 10,2 nœuds (19 km/h) | 10,4 nœuds (19 km/h) | 9,1 nœuds (17 km/h) | 8,6 nœuds (16 km/h) |
| Rayon d'action               | Surface                      | 5 500 milles marins (10 200 km) à 10 nœuds (19 km/h)                                                                                      | 5 500 milles marins (10 200 km) à 10 nœuds (19 km/h)                                                                    | 5 500 milles marins (10 200 km) à 10 nœuds (19 km/h) | 5 500 milles marins (10 200 km) à 10 nœuds (19 km/h) |
| Rayon d'action               | Immersion                    | 80 milles marins (100 km) à 4 nœuds (7 km/h)                                                                                              | 80 milles marins (100 km) à 4 nœuds (7 km/h)                                                                            | 80 milles marins (100 km) à 4 nœuds (7 km/h) | 80 milles marins (100 km) à 4 nœuds (7 km/h) |
| Profondeur d'essai           | Profondeur d'essai           | 60 mètres | 60 mètres | 60 mètres | 60 mètres |
| Carburant                    | Carburant                    | 75 tonnes | 75 tonnes | 75 tonnes | 75 tonnes |
| Équipage                     | Équipage                     | 45 | 45 | 46 | 48 |
| Armement (initial)           | Armement (initial)           | - 6 × tubes lance-torpilles de 450 mm (4 × à l'avant, 2 × sur le côté) - 10 × torpilles Type 44 - 1 × canon anti-aérien de 76,2 mm L/23.5 | - 4 × tubes lance-torpilles de 450 mm (4 × à l'avant) - 8 × torpilles Type 44 - 1 × canon anti-aérien de 76,2 mm L/23.5 | - 4 × tubes lance-torpilles de 533 mm (4 × à l'avant) - 8 × Torpille Type 6e année torpedoes - 1 × canon anti-aérien de 76,2 mm L/23.5 - 1 × mitrailleuse de 6,5mm | - 6 × tubes lance-torpilles de 533 mm (6 × à l'avant) - 12 × torpille Type 6e année - 1 × canon anti-aérien de 76,2 mm L/40 naval gun - 1 × mitrailleuse de 6,5mm |